# 잔이질바퀴
잔이질바퀴는 왕바퀴과의 바퀴벌레이다. 오스트레일리아바퀴(영어: Australian Cockroach)라고도 한다. 대형종으로 몸 길이는 3cm 정도 된다. 앞가슴등판은 황색이고 이질바퀴보다 더 크고 진한 짙은 흑색 무늬가 있다. 앞날개 가두리는 황색으로 이질바퀴와 구분된다. 열대 지방과 전 세계에 널리 분포한다.
대표적인 위생 해충이다.

## 사진

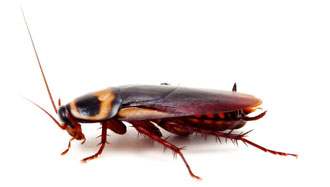
잔이질바퀴 옆면
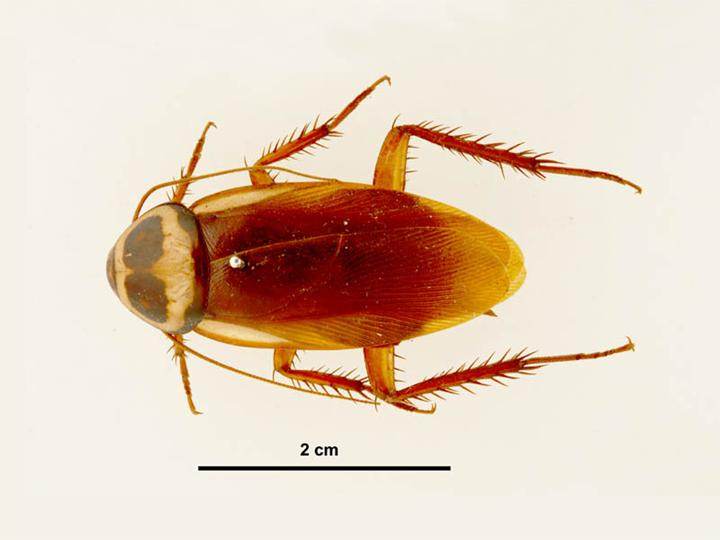
잔이질바퀴 표본
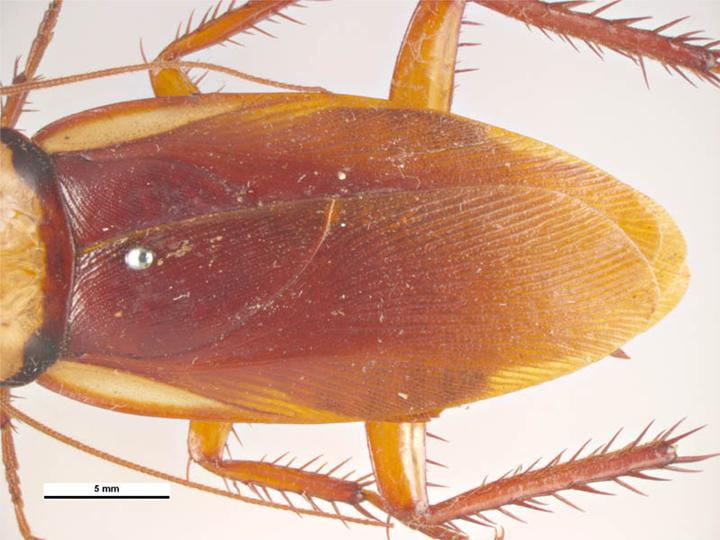
잔이질바퀴는 앞날개의 황색 부분으로 이질바퀴와 구분된다.
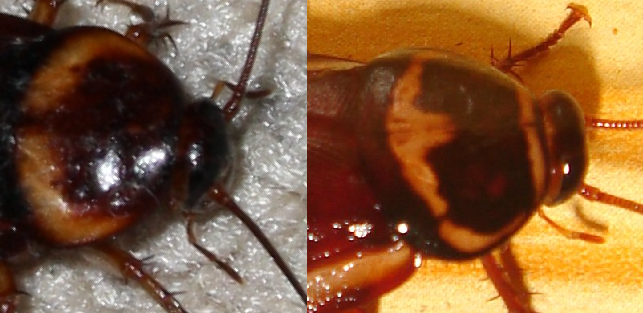
이질바퀴와 잔이질바퀴의 앞가슴등판
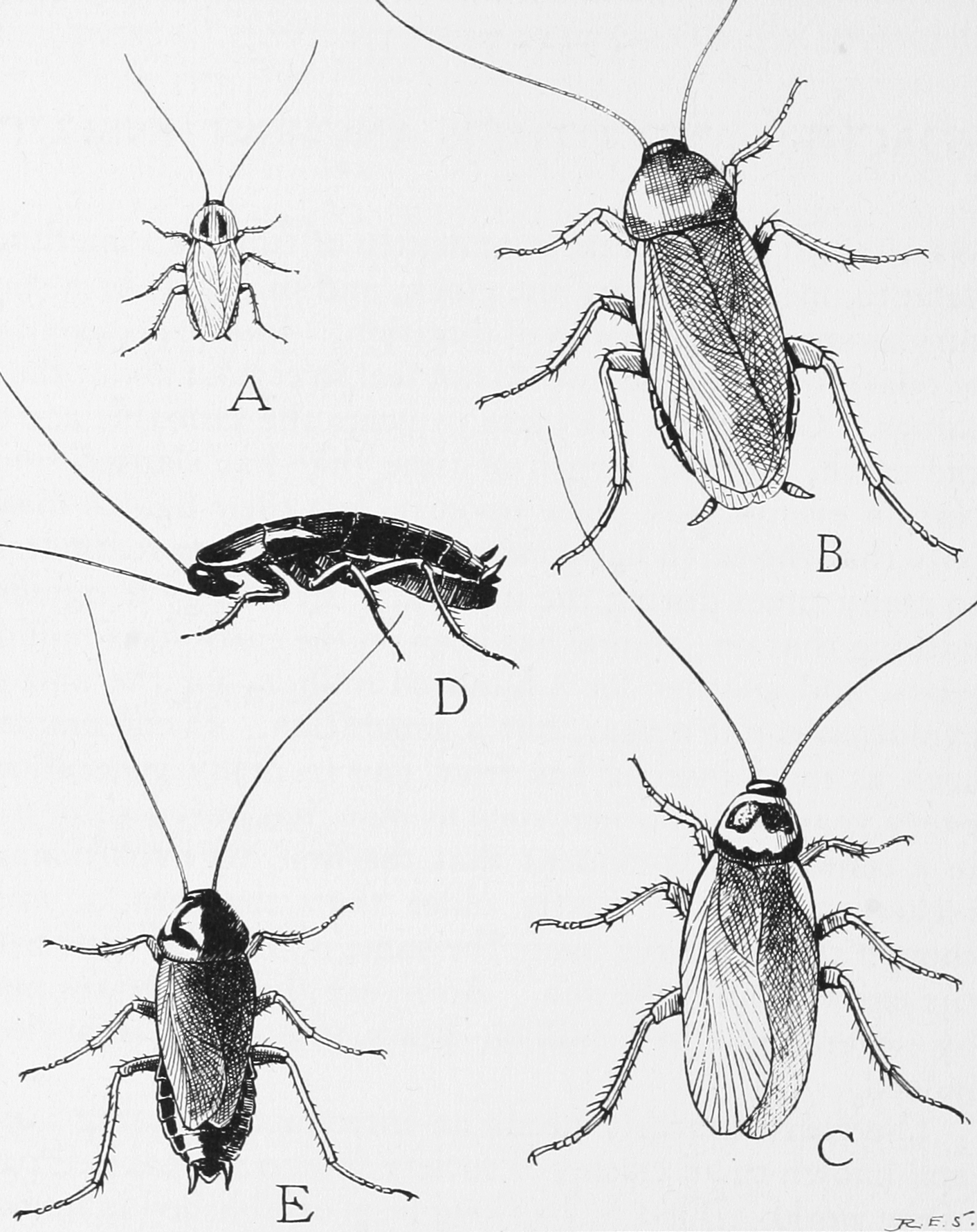
대표적인 바퀴의 그림들. 잔이질바퀴는 C